# Maciejów (województwo opolskie)

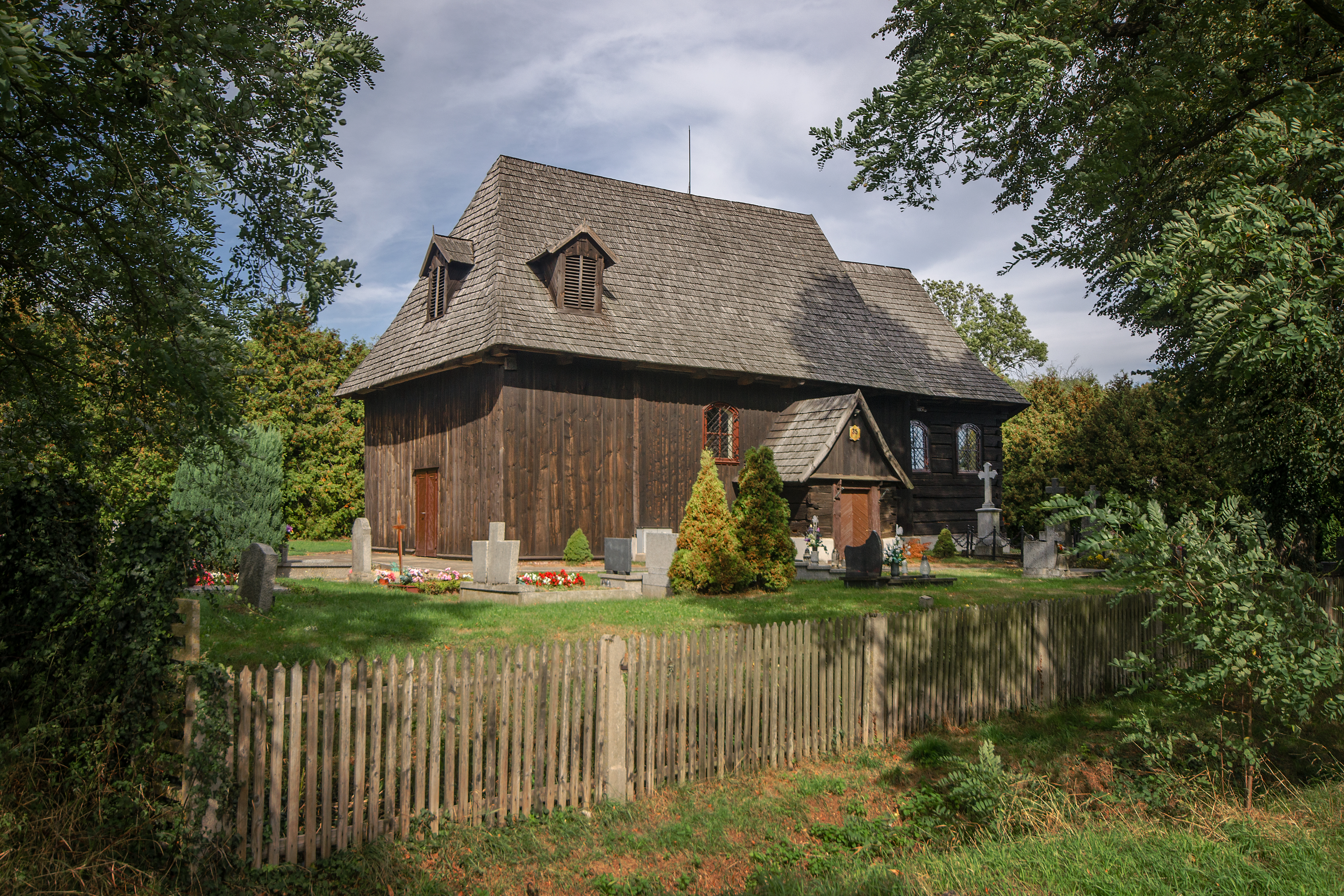
Kościół w Maciejowie

Maciejów (niem. Matzdorf) – wieś w Polsce położona w województwie opolskim, w powiecie kluczborskim, w gminie Kluczbork.
W latach 1975–1998 miejscowość administracyjnie należała do ówczesnego województwa opolskiego.

## Historia
Polską nazwę miejscowości w formie Maciejów w książce „Krótki rys jeografii Szląska dla nauki początkowej” wydanej w Głogówku w 1847 wymienił śląski pisarz Józef Lompa podając, że w jej okolicach „kopią dobrą rudę”.
Od 1774 r. wieś posiadała pieczęć gminną, na której wizerunku przedstawiono  chłopa z kosą na ramieniu idącego w prawo.

## Zabytki
Do wojewódzkiego rejestru zabytków wpisane są:
- kościół ewangelicki w Maciejowie wzmiankowany był w 1446 r., drewniany. W 1532 roku przejęty przez protestantów. Obecny kościół, orientowany, zbudowany został na przełomie XVI/XVII wieku w konstrukcji zrębowej na podmurowaniu ceglanym. Jest jednym z najmniejszych kościołów drewnianych powiatu kluczborskiego. Wyposażenie kościoła pochodzi z XVII i XVIII wieku, wypisany z księgi rejestru
- zespół pałacowy, z XVIII/XIX w.:
  - pałac, wybudowany w stylu klasycystycznym projektował Carl Gotthard Langhans, twórca m.in. Bramy Brandenburskiej. Zbudowany ok. 1790 r. Na przełomie XVIII i XIX wieku własność rodziny Henckel von Donnersmarck. Powierzchnia ok. 1500m²
  - park.